# Jacamar à longue queue
Galbula dea
Espèce
Statut de conservation UICN

 LC  : Préoccupation mineure
Le Jacamar à longue queue (Galbula dea) est une espèce d'oiseau de la famille des galbulidés (ou Galbulidae).

## Répartition